# Muľa
Muľa (węg. Rárósmúlyad) – wieś (obec) na Słowacji położona w kraju bańskobystrzyckim, w powiecie Veľký Krtíš. Pierwsze wzmianki o miejscowości pochodzą z 1321 roku.
Według danych z dnia 31 grudnia 2012 roku, wieś zamieszkiwało 326 osób, w tym 162 kobiety i 164 mężczyzn.
W 2001 roku rozkład populacji względem narodowości i przynależności etnicznej wyglądał następująco:
- Słowacy – 58,97%
- Romowie – 11,36%
- Węgrzy – 29,67%

Ze względu na wyznawaną religię struktura mieszkańców kształtowała się w 2001 roku następująco:
- Katolicy rzymscy – 95,97%
- Ewangelicy – 1,1%
- Ateiści – 2,56%
- Nie podano – 0,37%